# Mopalia acuta
Mopalia acuta är en blötdjursart som först beskrevs av Carpenter 1855.  Mopalia acuta ingår i släktet Mopalia och familjen Mopaliidae. Inga underarter finns listade i Catalogue of Life.